# Rivière Blanche (Colombier)
Pour les articles homonymes, voir Rivière Blanche.
La Rivière Blanche est un affluent de la rive nord-ouest de l’estuaire du Saint-Laurent, coulant dans la municipalité de Colombier, dans la municipalité régionale de comté (MRC) de La Haute-Côte-Nord, sur la Côte-Nord, dans la Province de Québec, au Canada.
La partie inférieure du bassin versant de la Rivière Blanche est desservie par la route 138 qui la traverse près de son embouchure. Le reste de la vallée est desservi par une route forestière secondaire se reliant vers le sud à la route 138 et desservant aussi le lac à Poilu,,.
La surface de la rivière Blanche est habituellement gelée de la fin novembre au début avril, toutefois la circulation sécuritaire sur la glace se fait généralement de la mi-décembre à la fin mars.

## Géographie
Les principaux bassins versants voisins de rivière Blanche sont :
- Côté nord : lac Girouard, Troisième lac Colombier, rivière Colombier, rivière Betsiamites ;
- Côté est : estuaire du Saint-Laurent, rivière Colombier, ruisseau Pit-Fortin, baie des Îlets Jérémie ;
- Côté sud : baie Gagnon, estuaire du Saint-Laurent, baie des Plongeurs ;
- Côté ouest : rivière Laval, lac Paul-Baie, rivière aux Pins, rivière du Sault aux Cochons[2].

La rivière Blanche prend sa source à l’embouchure du lac Girouard (longueur : 34,6 km ; altitude : 74 m) en zone forestière, dans la municipalité de Colombier. Ce lac comporte une partie au sud-est (longueur : 1,1 km) séparée une isthme d’une centaine de mètres de largeur qui la sépare de la partie principale du lac. Cette partie sud-ouest reçoit du côté ouest les eaux des lacs du Trèfle et Sarah ; du côté nord la décharge du lac Laurette.
À partir de l’embouchure du lac Girouard, le cours de rivière Blanche coule surtout en zone forestière sur 10,6 km selon les segments suivants :
- 6,3 km vers le sud, jusqu’à un coude de rivière ;
- 4,3 km vers l'est en formant quelques serpentins, puis en coupant la route 138, jusqu’à son embouchure[2].

La rivière Blanche se déverse sur la rive nord-ouest du fleuve Saint-Laurent dans la municipalité de Colombier, dans la baie Blanche (longueur : 1,7 km entièrement sur le grès à marée basse) qui comporte deux îles à son entrée. Cette embouchure naturelle (à marée haute) est localisée à :
- 7,9 km au sud-est de la source de la rivière ;
- 9,0 km au sud-est du centre du village de Colombier ;
- 53,7 km au sud-est de l’embouchure de la rivière aux Outardes ;
- 14,0 km au nord-est du centre-ville de Forestville ;
- 21,6 km au sud-est de l’embouchure de la rivière Betsiamites ;
- 71,0 km au sud-est du centre-ville de Baie-Comeau[2].

## Toponymie
Le toponyme « Rivière Blanche » a été officialisé le 2 août 1974 à la Banque des noms de lieux de la Commission de toponymie du Québec.